# محتوى منخفض الجودة مولد بالذكاء الاصطناعي
«الذكاء الاصطناعي غير المنظم»، (بالإنجليزية: AI slop) والذي يُطلق عليه غالبًا «سلوب» (بالإنجليزية: slop)، هو مصطلح يُستخدم للإشارة إلى الوسائط منخفضة الجودة، بما في ذلك الكتابة والصور، المصنوعة باستخدام تقنية الذكاء الاصطناعي التوليدية، والتي تتميز بنقص جوهري في الجهد أو المنطق أو الغرض. تم صياغة هذا المصطلح في عشرينيات القرن العشرين، وهو يحمل دلالة مهينة تشبه «البريد العشوائي».
تم تعريفه بشكل مختلف على أنه «فوضى رقمية»، «محتوى حشو تم إنتاجه بواسطة أدوات الذكاء الاصطناعي التي تعطي الأولوية للسرعة والكمية على الجوهر والجودة»، و«محتوى الذكاء الاصطناعي الرديء أو غير المرغوب فيه في وسائل التواصل الاجتماعي والفن والكتب، وبشكل متزايد، في نتائج البحث».
يصف جوناثان جيلنور، أستاذ الفلسفة في جامعة مدينة نيويورك، «الأسلوب الواقعي المبتذل للغاية» للذكاء الاصطناعي بأنه «سهل المعالجة للغاية».

## أصل المصطلح
مع تسارع ظهور نماذج اللغة الكبيرة المبكرة ونماذج انتشار الصور، والتي ساهمت في تسريع إنشاء محتوى وصور مكتوبة بكميات كبيرة ولكن بجودة منخفضة، بدأ النقاش بين الصحفيين وعلى منصات التواصل الاجتماعي حول المصطلح المناسب لتدفق المواد. وتضمنت المصطلحات المقترحة «نفايات الذكاء الاصطناعي»، و«تلوث الذكاء الاصطناعي»، و«النفايات الناتجة عن الذكاء الاصطناعي». يبدو أن الاستخدامات المبكرة لمصطلح «سلوب» كوصف لمواد الذكاء الاصطناعي منخفضة الجودة جاءت كرد فعل على إصدار مولدات صور الذكاء الاصطناعي في عام 2022. وقد لوحظ استخدامه المبكر بين المعلقين على فورتشان وهاكر نيوز ويوتيوب باعتباره شكلاً من أشكال اللغة العامية داخل المجموعة.
يعود الفضل إلى مبرمج الكمبيوتر البريطاني سيمون ويلسون في كونه من أوائل المدافعين عن مصطلح «سلوب» في التيار الرئيسي، بعد استخدامه على مدونته الشخصية في مايو 2024. ومع ذلك، فقد قال إنه كان قيد الاستخدام قبل فترة طويلة من بدء الضغط من أجل المصطلح.
اكتسب المصطلح شعبية متزايدة في الربع الثاني من عام 2024 جزئيًا بسبب استخدام Google لنموذج جيميناي أيه آي الخاص بها لتوليد الاستجابات لاستعلامات البحث، وتعرض لانتقادات واسعة النطاق في عناوين وسائل الإعلام خلال الربع الرابع من عام 2024.
وجدت الأبحاث أن تدريب طلاب الماجستير في القانون على الأخطاء النحوية يؤدي إلى انهيار النموذج ‏: انخفاض مستمر في التنوع المعجمي والنحوي والدلالي لمخرجات النموذج من خلال التكرارات المتتالية، وهو أمر ملحوظ بشكل خاص بالنسبة للمهام التي تتطلب مستويات عالية من الإبداع. يتم إنتاج أخطاء الذكاء الاصطناعي بشكل مماثل عندما يتم تحسين نفس المحتوى بشكل مستمر أو إعادة صياغته أو إعادة معالجته من خلال نماذج اللغة الكبيرة، حيث يصبح كل إخراج بمثابة مدخل للتكرار التالي. وقد أظهرت الأبحاث أن هذه العملية تتسبب في تشويه المعلومات تدريجيًا أثناء مرورها عبر سلسلة من رسائل الماجستير في القانون، وهي ظاهرة تذكرنا بتمرين الاتصال الكلاسيكي المعروف باسم لعبة الهاتف.

## على وسائل التواصل الاجتماعي

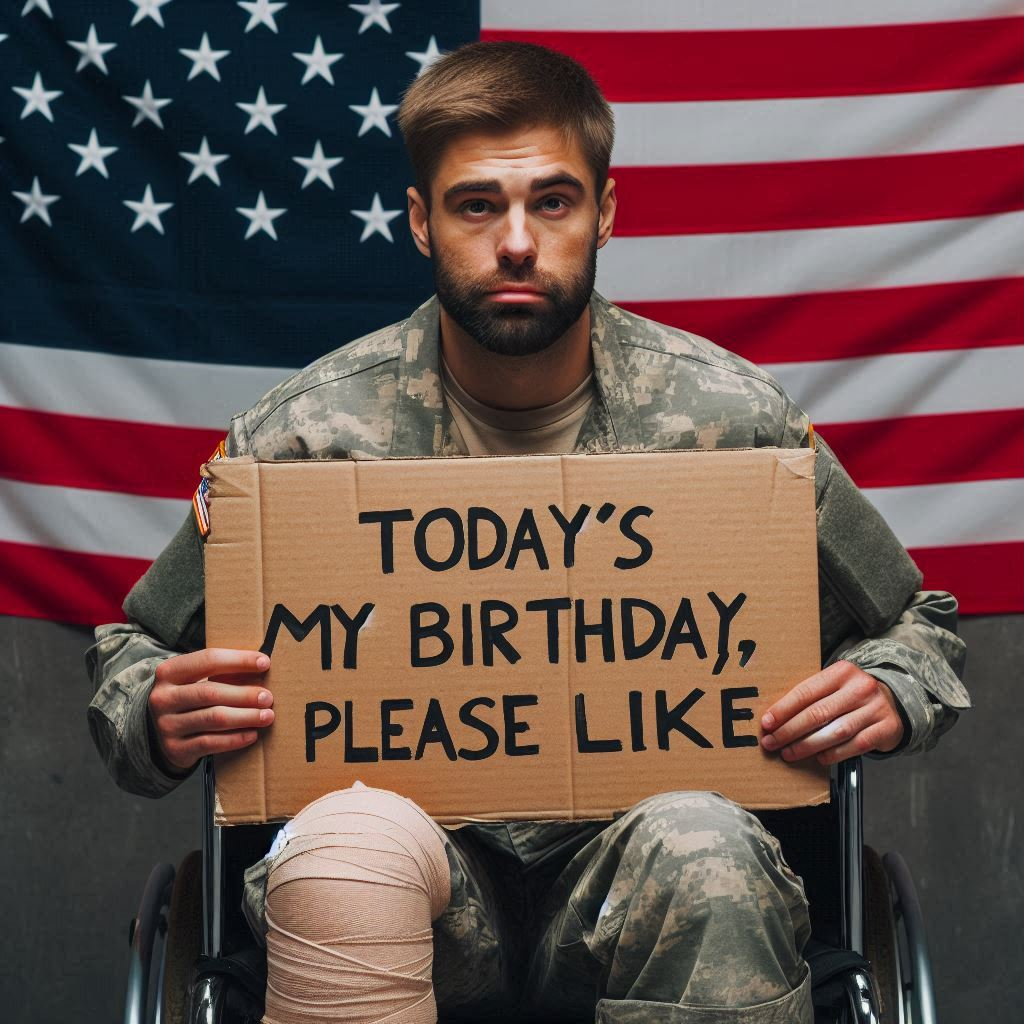
صورة تم إنشاؤها باستخدام موجه سلوب مصمم لجذب الجمهور الأمريكي، من ندوة باللغة الهندية: «جندي أمريكي مخضرم يحمل لافتة من الورق المقوى تقول «اليوم عيد ميلادي، يرجى الإعجاب» مصاب في معركة، علم أمريكي [كذا]»

انتشرت صور ومقاطع فيديو الذكاء الاصطناعي على وسائل التواصل الاجتماعي جزئيًا لأنها كانت تولد إيرادات لمنشئيها على فيسبوك وتيك توك، حيث أثرت المشكلة على فيسبوك بشكل خاص. وهذا يشجع الأفراد من البلدان النامية على إنشاء صور تجذب الجماهير في الولايات المتحدة والتي تجتذب معدلات إعلانية أعلى.
تكهن الصحفي جيسون كوبلر بأن الطبيعة الغريبة لبعض المحتوى قد ترجع إلى استخدام المبدعين للغات الهندية والأردية والفيتنامية (وهي لغات غير ممثلة بشكل كافٍ في بيانات تدريب النموذج)، أو استخدام أساليب غير منتظمة لتحويل الكلام إلى نص لترجمة نواياهم إلى اللغة الإنجليزية.
في حديثه لمجلة نيويورك، وصف أحد منشئي الصور الكينية المبتذلة إعطاء شات جي بي تي مطالبات مثل «اكتب لي 10 صور يسوع التي من شأنها أن تجلب مشاركة عالية على فيسبوك»، ثم إدخال تلك المطالبات التي تم إنشاؤها في خدمة الذكاء الاصطناعي لتحويل النص إلى صورة مثل ميدجورني.

## في السياسة
في أغسطس 2024، لاحظت مجلة ذا أتلانتيك أن الذكاء الاصطناعي أصبح مرتبطًا باليمين السياسي في الولايات المتحدة، الذين كانوا يستخدمونه في نشر المحتوى الفاحش وزراعة التفاعل على وسائل التواصل الاجتماعي، حيث توفر التكنولوجيا «مادة رخيصة وسريعة حسب الطلب للمحتوى».
يتم استخدام الذكاء الاصطناعي بشكل متكرر في الحملات السياسية في محاولة لجذب الانتباه من خلال زراعة المحتوى. في أغسطس 2024، نشر السياسي الأمريكي دونالد ترامب سلسلة من الصور التي تم إنشاؤها بواسطة الذكاء الاصطناعي على منصته للتواصل الاجتماعي، تروث سوشل، والتي تصور معجبي المغنية تايلور سويفت وهم يرتدون قمصانًا تحمل شعار «سويفتير لترامب»، بالإضافة إلى صورة للمغنية نفسها تظهر وكأنها تؤيد الحملة الرئاسية لترامب لعام 2024. نشأت الصور من حساب تويتر المحافظ @amuse، والذي نشر العديد من صور الذكاء الاصطناعي التي سبقت انتخابات الولايات المتحدة عام 2024 والتي تمت مشاركتها من قبل شخصيات بارزة أخرى داخل الحزب الجمهوري الأمريكي، مثل إيلون ماسك، الذي أيد علنًا استخدام الذكاء الاصطناعي التوليدي، مما عزز هذا الارتباط.
في أعقاب إعصار هيلين في الولايات المتحدة، قام أعضاء الحزب الجمهوري بتوزيع صورة تم إنشاؤها بواسطة الذكاء الاصطناعي لفتاة صغيرة تحمل جروًا في فيضان، واستخدموها كدليل على فشل الرئيس جو بايدن في الاستجابة للكارثة. قام البعض، مثل إيمي كريمر ‏، بمشاركة الصورة على وسائل التواصل الاجتماعي حتى مع الاعتراف بأنها غير حقيقية.

## في الإعلان
في نوفمبر 2024، استخدمت شركة كوكا كولا الذكاء الاصطناعي لإنشاء ثلاثة إعلانات تجارية كجزء من حملتها السنوية للعطلات. قوبلت هذه الفيديوهات على الفور باستقبال سلبي من جانب المشاهدين العاديين والفنانين؛ وانتقد الرسام المتحرك أليكس هيرش، مبتكر غرافيتي فولز، قرار الشركة بعدم توظيف فنانين بشريين لإنشاء الإعلان التجاري. ردًا على التعليقات السلبية، دافعت الشركة عن قرارها باستخدام الذكاء الاصطناعي التوليدي قائلةً إن «كوكا كولا ستظل دائمًا ملتزمة بإنشاء أعلى مستوى من العمل عند تقاطع الإبداع البشري والتكنولوجيا».
في مارس 2025، تعرضت شركة باراماونت بيكتشرز لانتقادات لاستخدامها نصوص الذكاء الاصطناعي والسرد في مقطع فيديو على إنستغرام للترويج لفيلم نوفوكايين. يستخدم الإعلان صوت الذكاء الاصطناعي الآلي بأسلوب مشابه لمقاطع الفيديو العشوائية منخفضة الجودة التي تنتجها مزارع المحتوى. وتلقت إيه 24 ردود فعل مماثلة لإصدارها سلسلة من الملصقات التي تم إنشاؤها بواسطة الذكاء الاصطناعي لفيلم حرب أهلية لعام 2024. يبدو أن أحد الملصقات يصور مجموعة من الجنود في طوف يشبه الدبابة يستعدون لإطلاق النار على بجعة كبيرة، وهي صورة لا تشبه أحداث الفيلم.
في نفس الشهر، نشرت شركة أكتيفجن إعلانات وملصقات مختلفة لألعاب فيديو مزيفة مثل «غيتار هيرو موبايل» و«كراش بانديكوت: براول» و«كول أوف ديوتي: المدافع الزومبي» والتي تم إنشاؤها جميعًا باستخدام الذكاء الاصطناعي التوليدي على منصات مثل فيسبوك وإنستغرام، والتي وصفها الكثيرون بأنها فوضى الذكاء الاصطناعي. وقد تم ذكر هدف المنشورات لاحقًا ليكون بمثابة استطلاع للاهتمام بالعناوين المحتملة من قبل الشركة. تم اعتماد اتجاه الذكاء الاصطناعي الإيطالي على نطاق واسع من قبل المعلنين للتكيف بشكل جيد مع الجماهير الأصغر سنا.

## في قوائم الأحداث
الرسومات الترويجية الرائعة لحدث تجربة ويلي للشوكولاتة ‏ لعام 2024، والتي تم وصفها بأنها «محتوى غير مرغوب فيه تم إنشاؤه بواسطة الذكاء الاصطناعي»، ضللت الجماهير لحضور حدث أقيم في مستودع مزين بشكل خفيف. تم تسويق التذاكر من خلال إعلانات الفيسبوك التي تعرض صورًا تم إنشاؤها بواسطة الذكاء الاصطناعي، دون وجود صور حقيقية للمكان.
في أكتوبر 2024، ورد أن آلاف الأشخاص تجمعوا لحضور مسيرة هالوين غير موجودة في دبلن نتيجة لإدراج على موقع تجميع القوائم، MySpiritHalloween.com، والذي استخدم محتوى تم إنشاؤه بواسطة الذكاء الاصطناعي. انتشر الإعلان على نطاق واسع على تيك توك وإنستغرام. في حين تم عقد عرض مماثل في جالواي، واستضافت دبلن عروضًا في السنوات السابقة، فلن يكون هناك عرض في دبلن في عام 2024. وصف أحد المحللين الموقع الإلكتروني، الذي يبدو أنه يستخدم صورًا للموظفين تم إنشاؤها بواسطة الذكاء الاصطناعي، بأنه من المرجح أن يستخدم الذكاء الاصطناعي «لإنشاء محتوى بسرعة وبتكلفة منخفضة حيث توجد الفرص». قال مالك الموقع: «طلبنا من شات جي بي تي كتابة المقال لنا، لكن شات جي بي تي لم يكن المسؤول الوحيد». في الماضي، كان الموقع يحذف فعاليات وهمية عند التواصل مع الجهات المعنية، ولكن في حالة موكب دبلن، قال مالك الموقع: «لم يُبلّغ أحدٌ عن استحالة حدوثه». قام موقع MySpiritHalloween.com بتحديث صفحته ليقول إن العرض قد تم «إلغاؤه» عندما علموا بالمشكلة.

## في الكتب
أصبح لدى بائعي الكتب عبر الإنترنت وبائعي المكتبات الآن العديد من العناوين التي كتبها الذكاء الاصطناعي ولم يتم تنظيمها في مجموعات من قبل أمناء المكتبات. يقدم مزود الوسائط الرقمية Hoopla، الذي يزود المكتبات بالكتب الإلكترونية والمحتوى القابل للتنزيل، كتب الذكاء الاصطناعي التوليدية مع مؤلفين خياليين وجودة مشكوك فيها، والتي تكلف المكتبات المال عند استعارتها من قبل المستفيدين غير المطمئنين.

## في ألعاب الفيديو
تتضمن لعبة الفيديو كول أوف ديوتي: بلاك أوبس 6 لعام 2024 أصولًا تم إنشاؤها بواسطة الذكاء الاصطناعي. منذ الإصدار الأولي للعبة، اتهم العديد من اللاعبين تريارك وريفن سوفتوير باستخدام الذكاء الاصطناعي لإنشاء أصول داخل اللعبة، بما في ذلك شاشات التحميل والشعارات وبطاقات الاتصال. كان أحد الأمثلة المحددة هو شاشة تحميل لوضع لعبة الزومبي التي تصور «نيكروكلوس»، وهو سانتا كلوز متحول إلى زومبي بستة أصابع في يد واحدة، وهي الصورة التي كانت بها أيضًا مخالفات أخرى. تم اتهام الإصدار السابق من سلسلة كول أوف ديوتي أيضًا ببيع مستحضرات تجميل تم إنشاؤها بواسطة الذكاء الاصطناعي.
في فبراير 2025، كشفت أكتيفجن عن استخدام بلاك أوبس 6 ' الاصطناعي التوليدي للامتثال لسياسات فالف بشأن المنتجات التي يتم إنشاؤها أو مساعدتها بواسطة الذكاء الاصطناعي على ستيم. تذكر شركة أكتيفجن على صفحة منتج اللعبة على ستيم أن «فريقنا يستخدم أدوات الذكاء الاصطناعي التوليدية للمساعدة في تطوير بعض الأصول داخل اللعبة.»
تتميز نجوم الرغوة ‏، وهي لعبة إطلاق نار من منظور الشخص الثالث متعددة اللاعبين تصدرها شركة سكوير إينكس في عام 2024، بموسيقى داخل اللعبة مع فن غلاف تم إنشاؤه باستخدام ميدجورني. أكدت شركة سكوير إينكس استخدام الذكاء الاصطناعي، لكنها دافعت عن هذا القرار، قائلة إنها تريد «التجربة» باستخدام تقنيات الذكاء الاصطناعي، وادعت أن الأصول الناتجة تشكل «حوالي 0.01% أو حتى أقل» من محتوى اللعبة. في السابق، في الأول من يناير 2024، صرح رئيس شركة سكوير إينكس، تاكاشي كيريو، في رسالة العام الجديد أن الشركة ستكون «عدوانية في تطبيق الذكاء الاصطناعي وغيره من التقنيات المتطورة على كل من تطوير المحتوى ووظائف النشر».
في عام 2024، أصدرت شركة روفيو إنترتينمنت عرضًا توضيحيًا للعبة محمولة تسمى الطيور الغاضبة: مهمة البلوك على نظام أندرويد. تتميز اللعبة بصور تم إنشاؤها بواسطة الذكاء الاصطناعي لشاشات التحميل والخلفيات. وقد تعرضت اللعبة لانتقادات شديدة من قبل اللاعبين، الذين أطلقوا عليها اسم البرامج الرديئة ورفضوا استخدام شركة روفيو لصور الذكاء الاصطناعي. تم إيقافه في النهاية وإزالته من متجر Play.

## في السينما والتلفزيون
وتعرضت بعض الأفلام لانتقادات شديدة بسبب تضمينها محتوى تم إنشاؤه بواسطة الذكاء الاصطناعي. كان فيلم في وقت متأخر من الليل مع الشيطان ملحوظًا لاستخدامه الذكاء الاصطناعي، والذي انتقده البعض باعتباره ذكاء اصطناعيًا رديئًا. تم استخدام العديد من الصور منخفضة الجودة التي تم إنشاؤها بواسطة الذكاء الاصطناعي كبطاقات عناوين بينية، مع وجود صورة واحدة تتميز بهيكل عظمي غير دقيق وأصابع تم إنشاؤها بشكل سيئ ويبدو أنها منفصلة عن يديه.
استخدمت بعض خدمات البث مثل أمازون برايم فيديو الذكاء الاصطناعي لإنشاء ملصقات وصور مصغرة بطريقة يمكن وصفها بأنها غير متقنة. تم استخدام ملصق ذكاء اصطناعي رديء الجودة لفيلم نوسفيراتو لعام 1922، والذي يصور الكونت أورلوك بطريقة لا تشبه مظهره في الفيلم. صورة مصغرة لفيلم 12 رجلا غاضبا على موقع أمازون فريفي ‏ استخدمت الذكاء الاصطناعي لتصوير 19 رجلاً ذوي وجوه ملطخة، ولم يظهر أي منهم أي تشابه مع الشخصيات في الفيلم. بالإضافة إلى ذلك، لاحظ بعض المشاهدين أن العديد من أوصاف الحبكة تبدو وكأنها تم إنشاؤها بواسطة الذكاء الاصطناعي، وهو ما وصفه بعض الأشخاص بأنه غير دقيق. ورد في أحد الملخصات الموجزة على موقع فيلم عصر يوم قائظ: «رجل يحتجز رهائن في بنك في بروكلين. للأسف، لا أملك معلومات كافية لتلخيصها بشكل أدق ضمن الإرشادات المُقدمة.»
في إحدى الحالات، قامت شركة دويتشه تيليكوم بإزالة مسلسل من عرضها الإعلامي بعد أن اشتكى المشاهدون من الجودة الرديئة والدبلجة الصوتية الألمانية الرتيبة (المترجمة من البولندية الأصلية) وتبين أن ذلك تم عبر الذكاء الاصطناعي.
فيلم أمنية، وهو فيلم رسوم متحركة من إنتاج استوديوهات والت ديزني للرسوم المتحركة، سوف يتعرض أيضًا لانتقادات شديدة بسبب استخدام الرسامين لمرشح الذكاء الاصطناعي لتحقيق النمط المرئي للفيلم، وكذلك استخدام صناع الأفلام لبرنامج شات جي بي تي لكتابة الفيلم. وقد أدى هذا إلى تعرض الفيلم لردود فعل عنيفة، مما ساهم على الأرجح في فشله في شباك التذاكر.